# 泰耶 (塔恩省)
泰耶（法語：Teillet，法語發音：[tɛjɛ]）是法国奧克西塔尼大區塔恩省的一个市镇，属于阿尔比区。

## 地理
泰耶（43°50'4"N, 2°20'21"E）面积24.22 平方千米，位于法国奧克西塔尼大區塔恩省，该省份为法国南部内陆省份，北起顺时针与阿韦龙省、埃罗省、奥德省、上加龙省和塔恩-加龙省接壤。
与泰耶接壤的市镇（或旧市镇、城区）包括：阿尔比茹瓦自由城、蒙罗克、波利内、赖萨克、泰尔德邦卡列。

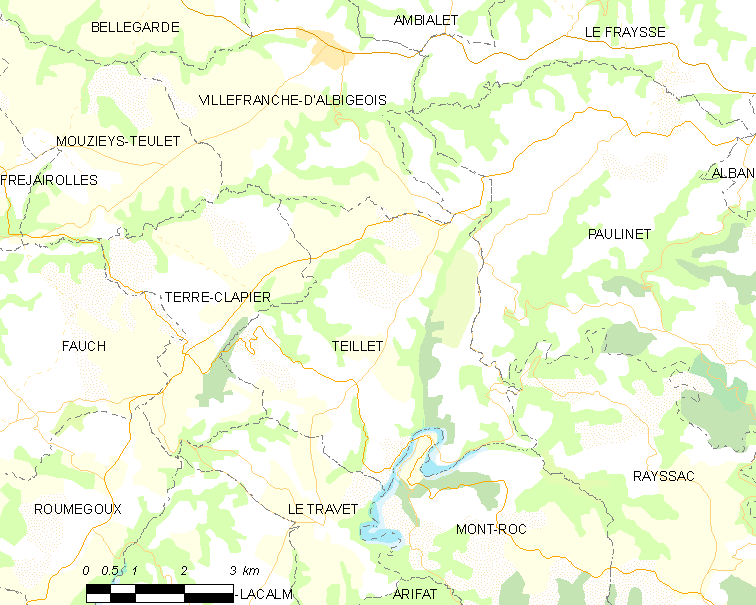
的OSM定位图

泰耶的时区为UTC+01:00、UTC+02:00（夏令时）。

## 行政
泰耶的邮政编码为81120，INSEE市镇编码为81295。

## 政治
泰耶所属的省级选区为上达杜县。

## 人口

1962-2008年间人口变化图示

泰耶于2022年1月1日时的人口数量为451人。